# ヨアヒム・カイザー

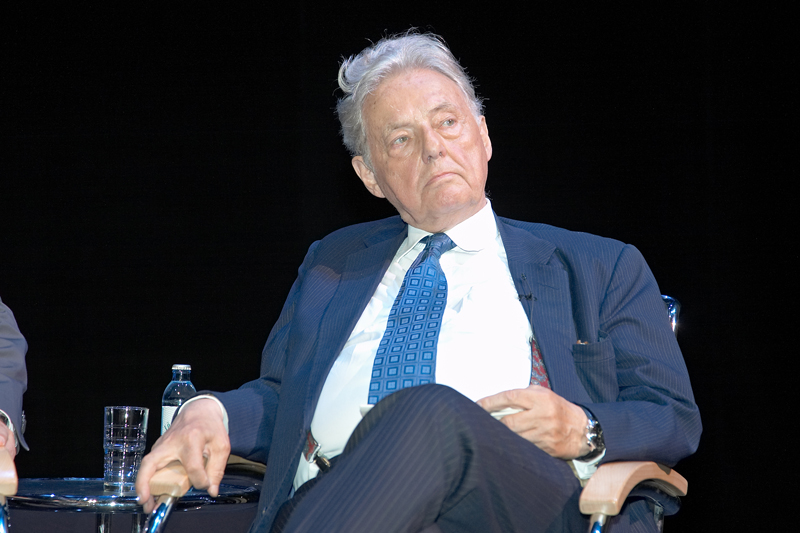
ヨアヒム・カイザー

ヨアヒム・カイザー（Joachim Kaiser、1928年12月18日 - 2017年5月11日）は、ドイツの音楽評論家・作家。マルツェル・ライヒ＝ラニツキと並びドイツを代表する評論家のひとりに数えられる。

## 経歴
東プロイセンのミルケン（現ポーランド領ミウキ）生まれ。父親は医者。早くから文学や音楽に関心を持ち、ハンブルクのギムナジウムを卒業後、ゲッティンゲンやフランクフルト・アム・マイン、テュービンゲンの大学で音楽学、ドイツ学、哲学、社会学を学ぶ。またその中間期にはフランクフルト大学のテオドール・アドルノをハインツ＝クラウス・メツガーらと訪れ、ダルムシュタット様式の現代音楽の大きな影響をも受けた。
1951年より評論活動を開始。1953年には47年グループにも参加している。1958年、『グリルパルツァーの劇様式』(Grillparzers dramatische Stil) でテュービンゲン大学より博士号を受けた。同年以降はミュンヘンに住み、南ドイツ新聞の主任音楽評論家として内外のコンサート・オペラ・演劇などを執筆する。
テレビやラジオの解説にも精力的で、またバイロイト音楽祭が1951年に再開した際には支援を行った。シュトゥットガルト音楽演劇大学で定年まで音楽学の教授を務めていたが、退官後はミュンヘンで執筆活動に専念している。

## 著書
『グリルパルツァーの劇様式』、『現代の大ピアニスト達』(1965)、『小さな劇場の本』(1965)、『ベートーヴェンの32のソナタ達とその解釈』(1975) などがある。また作家として3冊の小説も出版している。